# Церковь Сурб Геворг (Султан-Салы)
Церковь Сурб Геворг —  храм в селе Султан-Салы Мясниковского района и Краснокрымского сельского поселения Ростовской области. Относится к Армянской апостольской церкви.  
Адрес: Россия, Ростовская область, Мясниковского район, с. Султан-Салы, ул. Первомайская, 1Б.

## История
Заселение армянами Донских земель происходило более двух веков назад. В конце XVIII века Екатерина II издала Указ о переселении армян из Крыма в Приазовье. В 1779 году тысячи армян прибыли на новое место жительства, основав села Чалтырь, Крым, Большие Салы, Султан Салы и Несветай. Село Султан Салы было основано в 1779 году, а сельская церковь Церковь Сурб Геворг была основана в 1795 году. Каменная церковь в селе была построена в 1795 году.
В 1848 году церковь уже находилась в ветхом состоянии и прихожане обратились с прошением в консисторию на разрешение собрать пожертвования на ремонт церкви. Арутюн Халивов, городской голова Ново-Нахичевани, возглавил сбор пожертвований. Позднее прихожане решили, что вместо ремонта церкви лучше построить новую, тем более, что  в 1849 году церковь подверглась разграблению.
На собранные средства с прихожан в 1850 году в селе построили новую церковь. В 1854 году было решено усовершенствовать вновь отстроенную церковь, на что ктитор церкви обращался с просьбой в духовное правление, послал план и смету перестройки. В 1858 году на перестройку храма было получено разрешение.
Священник Погос Хрчян вместе с архитектором Гавриловым в 1863 году провели осмотр села на выяснение места постройки ограды церкви.
В марте 1864 году старая церковь была самовольно снесена прихожанами, а в 1867 году была полностью реконструирована и освящена новая церковь.
В последующем церковь несколько раз ремонтировали. В 1881 году консистория разрешала ремонтировать храм снаружи, в 1893 году проводился косметический ремонт.
При церкви в 1872 году была открыта церковно-приходская школа. В 1908 году в ней учились 126 человек.
Церковь пострадала 28 октября 1896 году, когда во время сильной бури был снесен купол вместе с крестом. При советской власти, в 1930 году церковь закрыли.
Пострадала церковь от обстрелов во время Великой Отечественной войны, после чего стояла в ветхом состоянии до настоящего времени. На сегодняшний день по инициативе настоятеля церкви Тер Тадеоса Гайбаряна проводятся работы по восстановлению храма, выполнен архитектурный проект реставрации церкви, проведена регистрация религиозной общины.

## Архитектура
В композиции архитектуры церкви Геворка в Султан-Салах выделяется расположение помещений вдоль продольной оси здания. Квадратный молитвенный зал, перекрытый куполом на пандативах с маленьким фонарем  объединяется трехарочными проемами в восточной части с полуциркулярной алтарной апсидой, в западной части объединяется  с прямоугольным сводчатым притвором. К притвору примыкает трехъярусная колокольня.
В здании храма доминируют крупные объемы молитвенного зала и колокольни. Колокольня завершается звонницей с четырехскатной крышей.
Окна храма обрамлены пятиплетной аркатурой и гармонируют с арочными проёмами колокольни.

## Священнослужители
Настоятелем церкви является выпускник Духовной семинарии в Эчмиадзине, уроженец села Чалтырь Тер Тадеос Гайбарян.

## Галерея

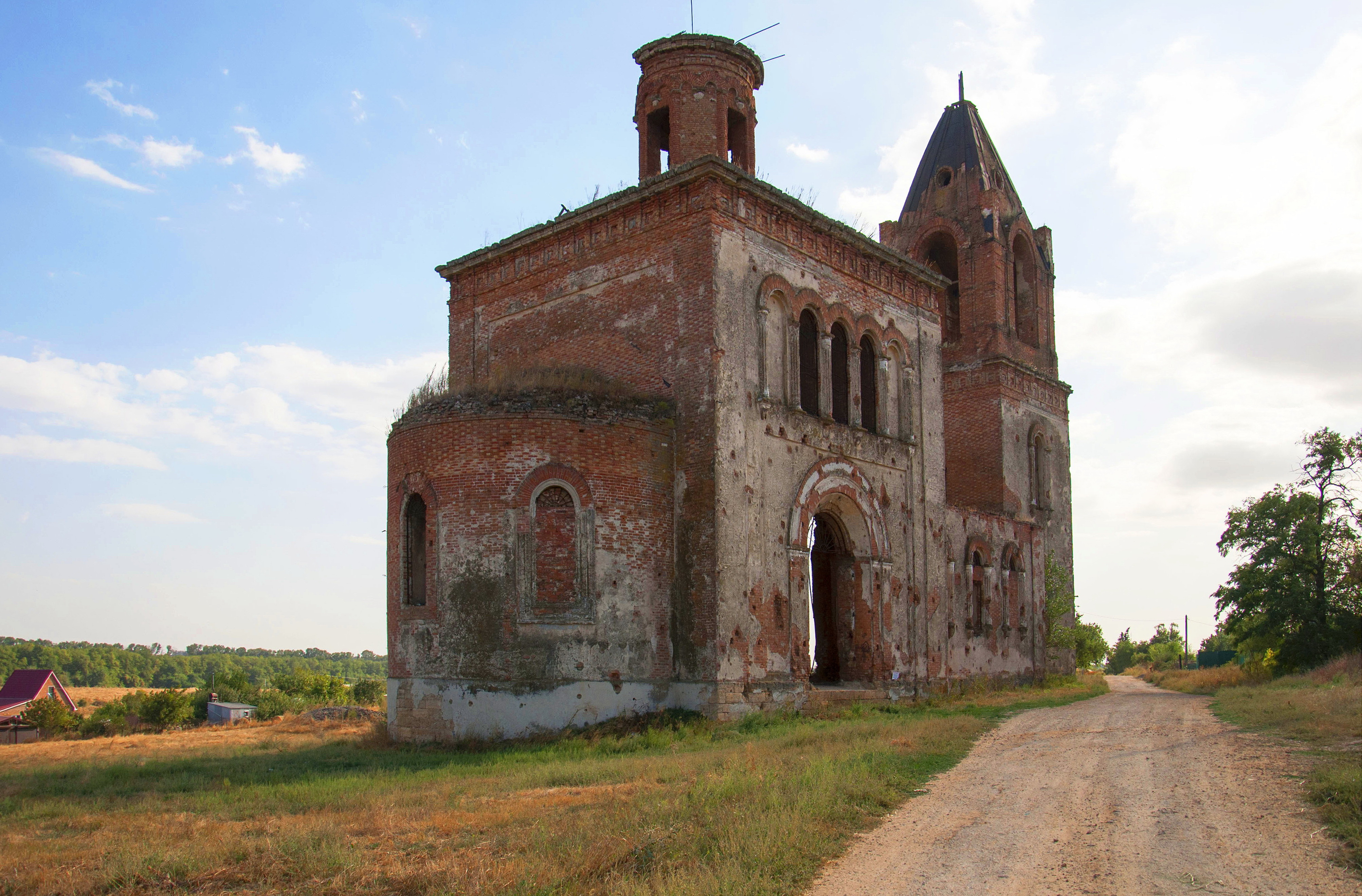
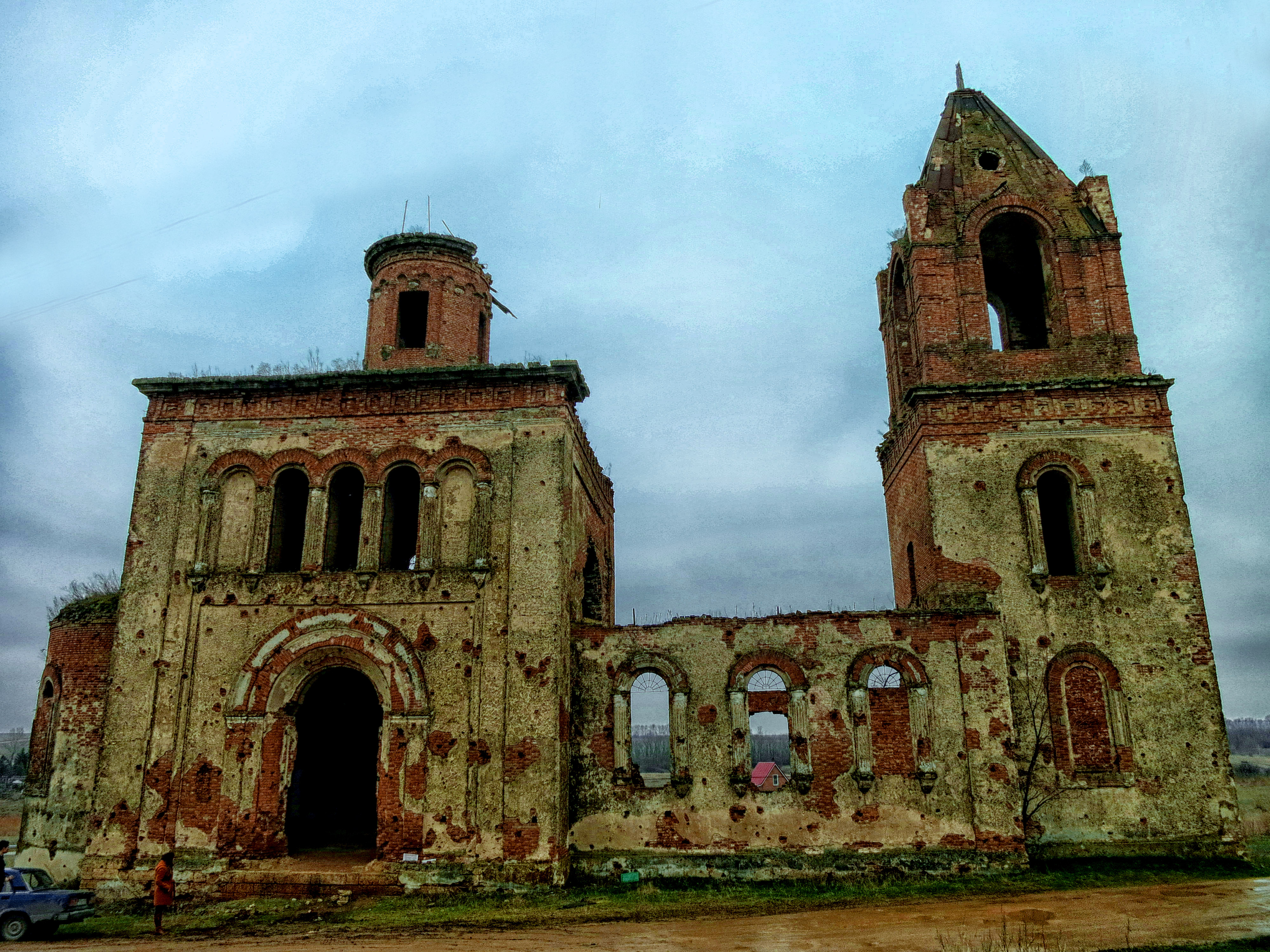
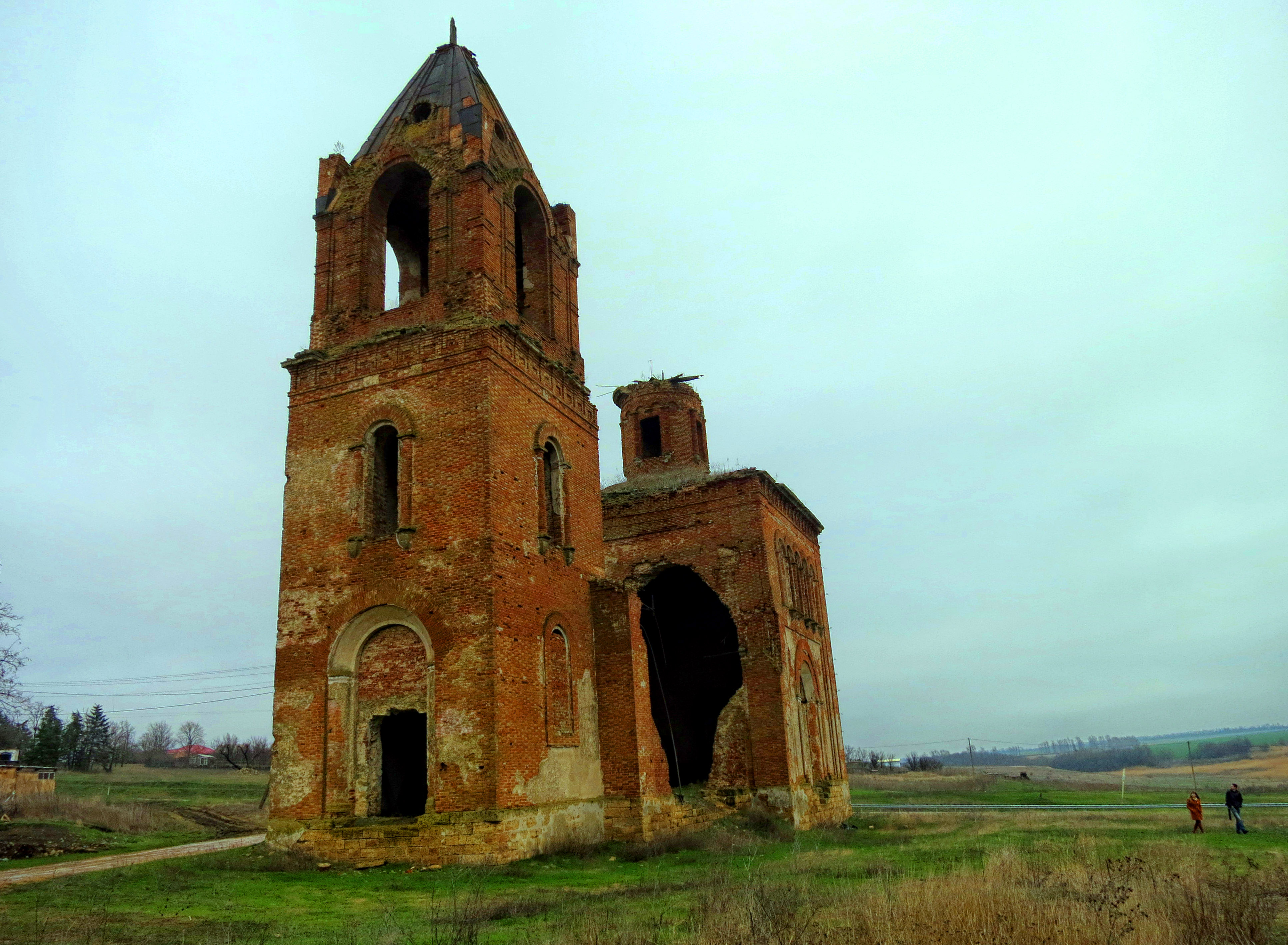
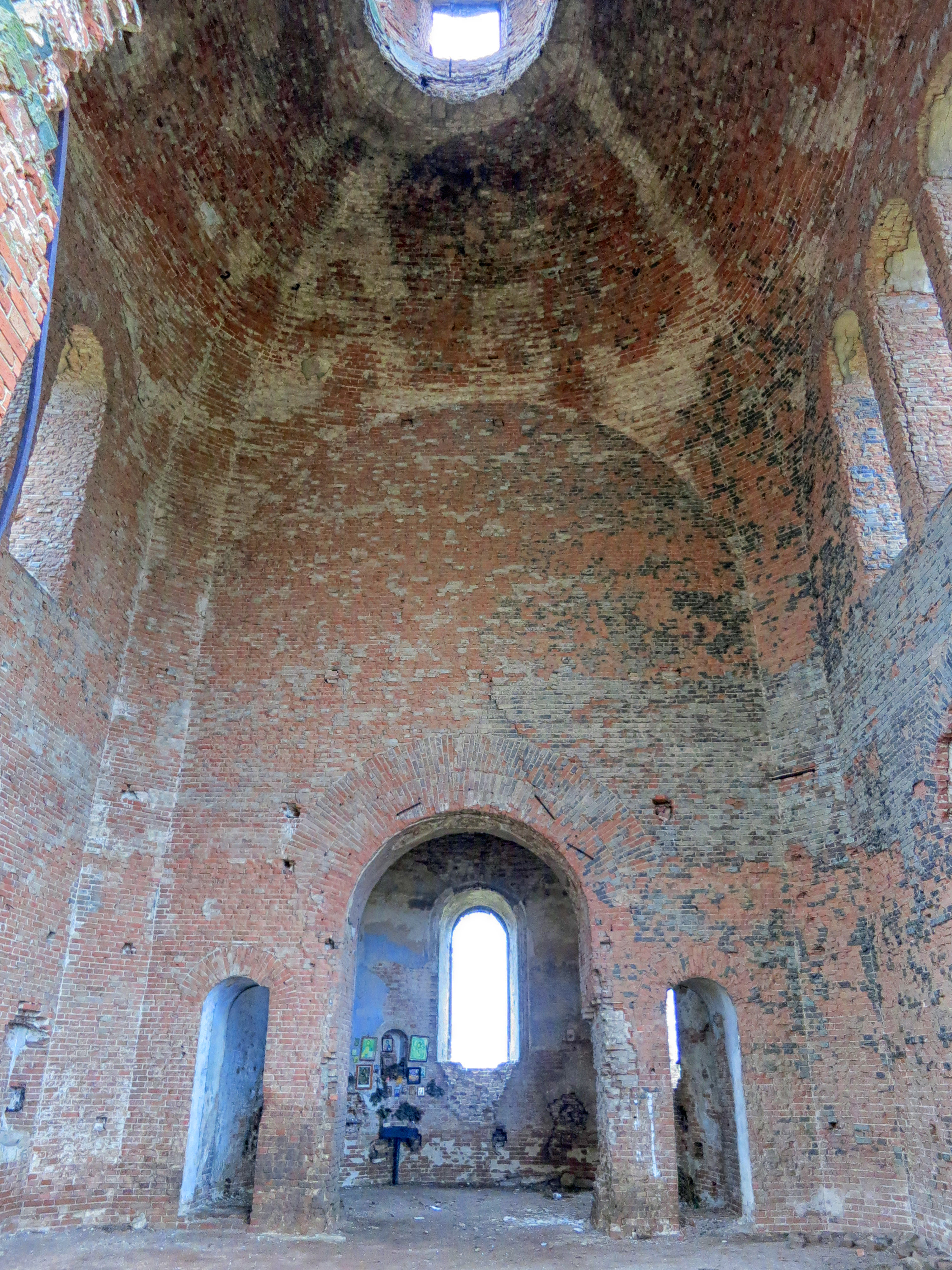
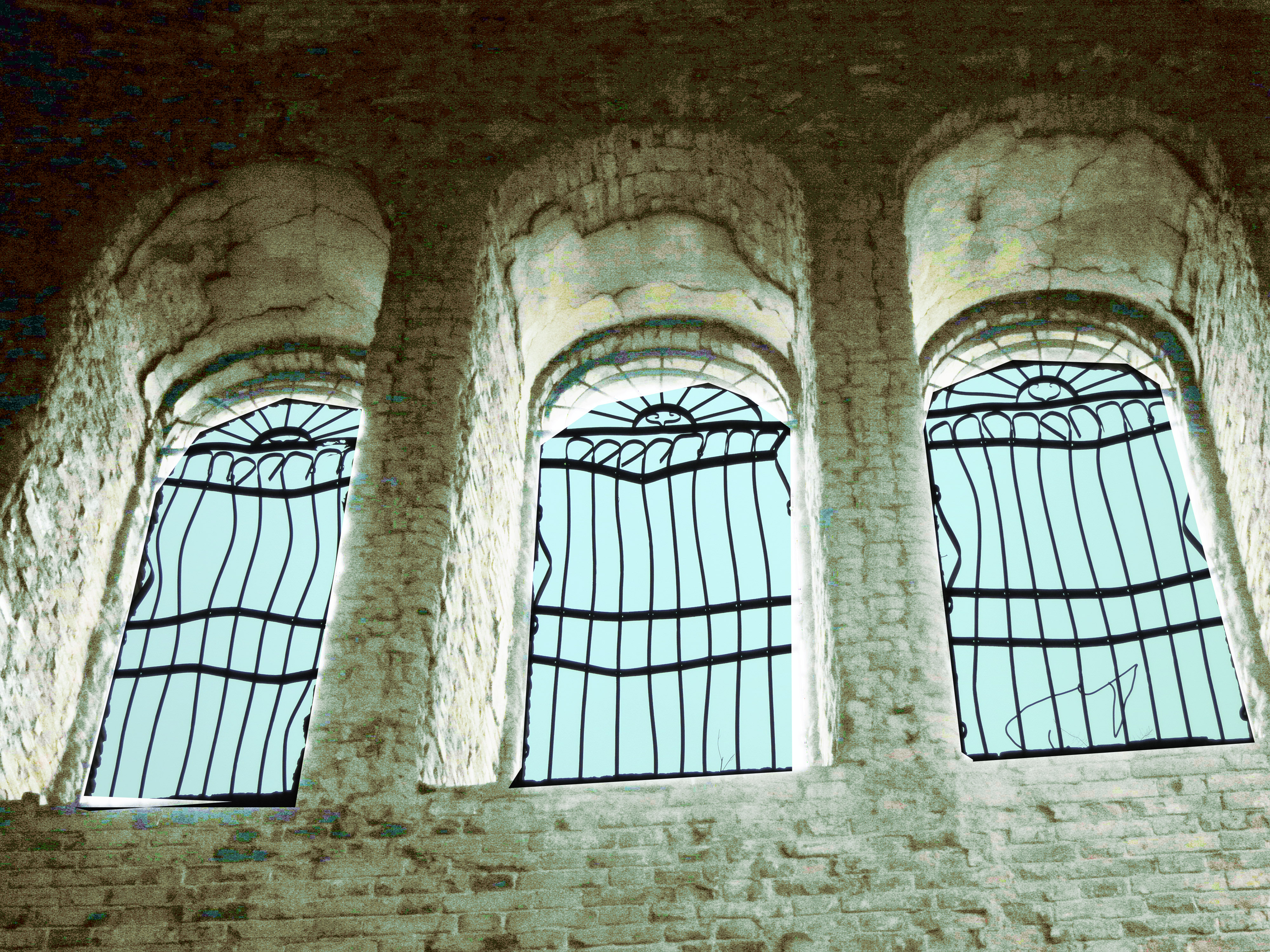
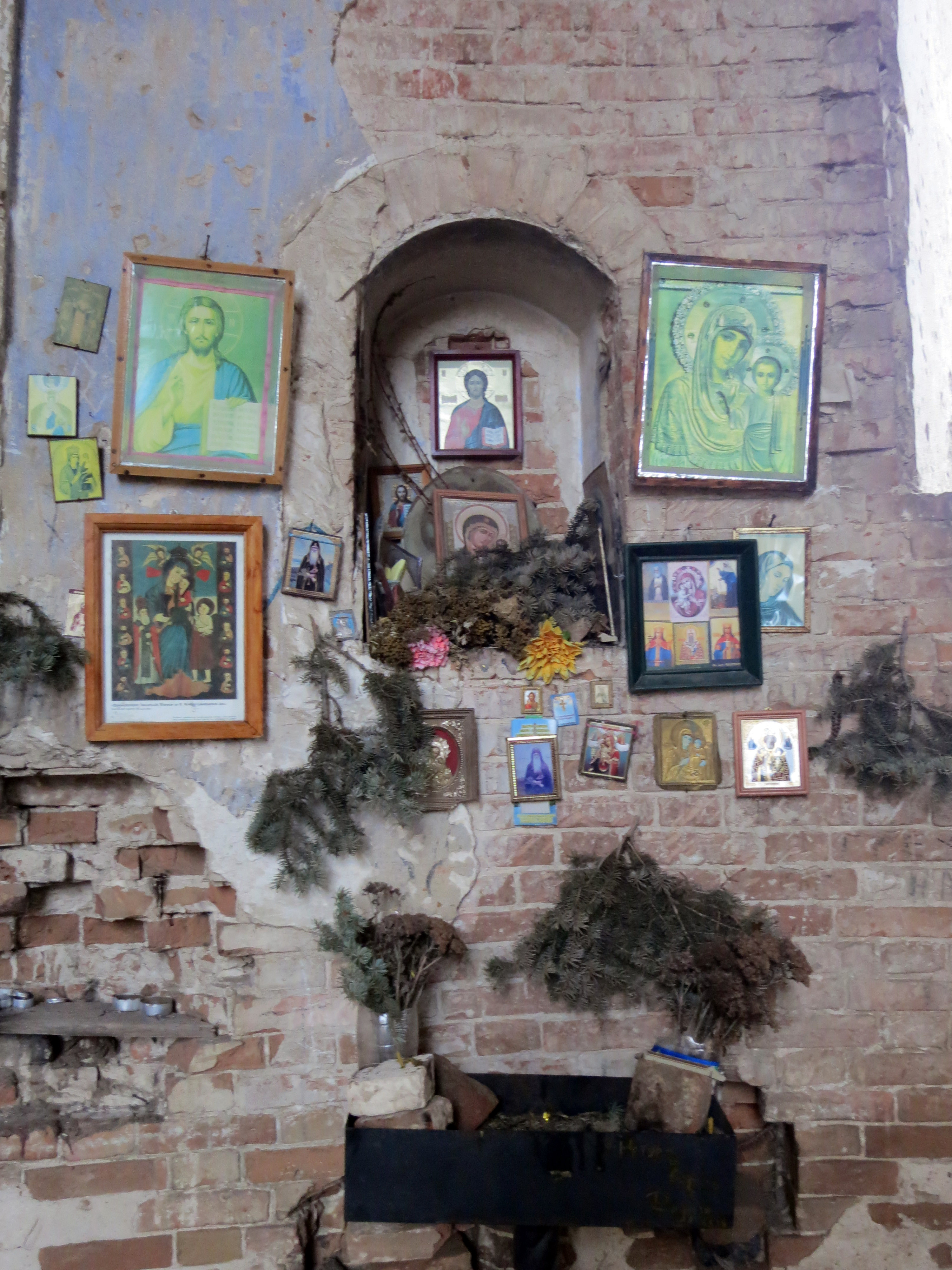
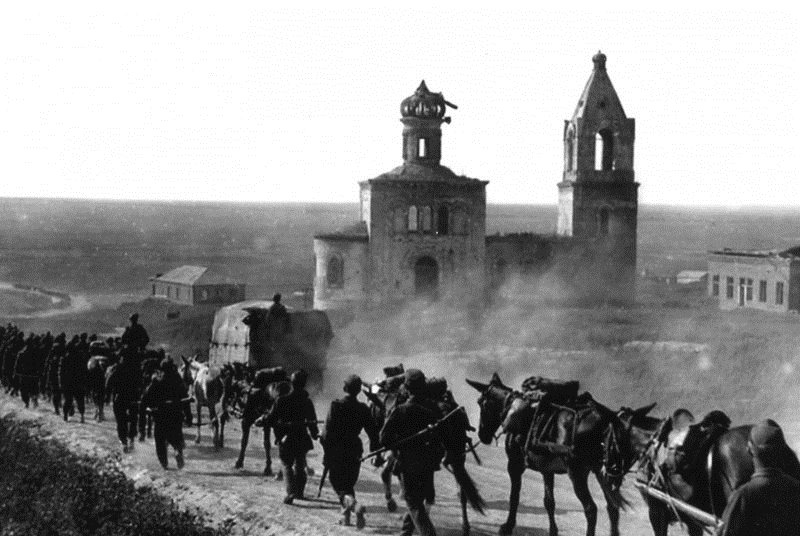